# Dana Verzichová
Dana Verzichová (* 23. srpna 1977 Praha) je česká herečka.

## Životopis
Absolvovala gymnázium, během studia chodila do dramatického kroužku Dany Hlaváčové. Poté studovala rok anglický jazyk, následně se připravovala na soukromé herecké škole u Mileny Steinmasslové. Vystudovala činoherní herectví na DAMU. Během studia hostovala v Divadle pod Palmovkou, Národním a Stavovském divadle a divadle ABC. Od roku 2002 je v angažmá v Jihočeském divadle. V roce 2012 se dostala do širší nominace na cenu Thálie za roli Stelly ve hře Tennesseeho Williamse Tramvaj do stanice Touha.
Kromě herectví se také věnuje fotografování, ze své cesty po jižní Americe v roce 2013 uspořádala výstavu ve Výstavním prostoru Českého rozhlasu České Budějovice. Má dceru Bereniku.

## Rozhlasové role
- 2002 Thomas Bernhard: Minetti. Portrét umělce jako starého muže (Minetti. Ein Portrait des Künstlers als alter Mann). 1977, Český rozhlas, úprava a režie Josef Henke, překlad: Josef Balvín, osoby a obsazení: Minetti (Otomar Krejča), Dáma (Antonie Hegerlíková), dívka (Anna Suchánková), Hotelový vrátný (Soběslav Sejk), Hotelový sluha (Miroslav Masopust), Muž se psí maskou (Jiří Klem), lilipután + maškara + harmonika (Petr Šplíchal), Opilec + maškara (Josef Plechatý), starý kulhající muž (Josef Henke), Maškara + dívčin přítel (Viktor Dvořák), Maškary (Dana Verzichová, David Švehlík, Aleš Pospíšil, Jaroslav Slánský, Jana Stryková, Vladimír Senič a Jiří Litoš) a hlášení (Světlana Lavičková)[5]

### Filmy
- 1990 Poslední motýl
- 2005 Doblba!

### Televizní filmy
- 2002 Borůvkový vrch
- 2004 ‘’Maigret et L’Ombre Chinoise‘’ as Angele, the Boyer’s maid.
- 2011 Policie Modrava

### Seriály
- 1998 Ranč U Zelené sedmy
- 2004 Redakce
- 2005 Ordinace v růžové zahradě
- 2009 Proč bychom se netopili
- 2011 Aféry
- 2014 Svatby v Benátkách